# Tschitalischte

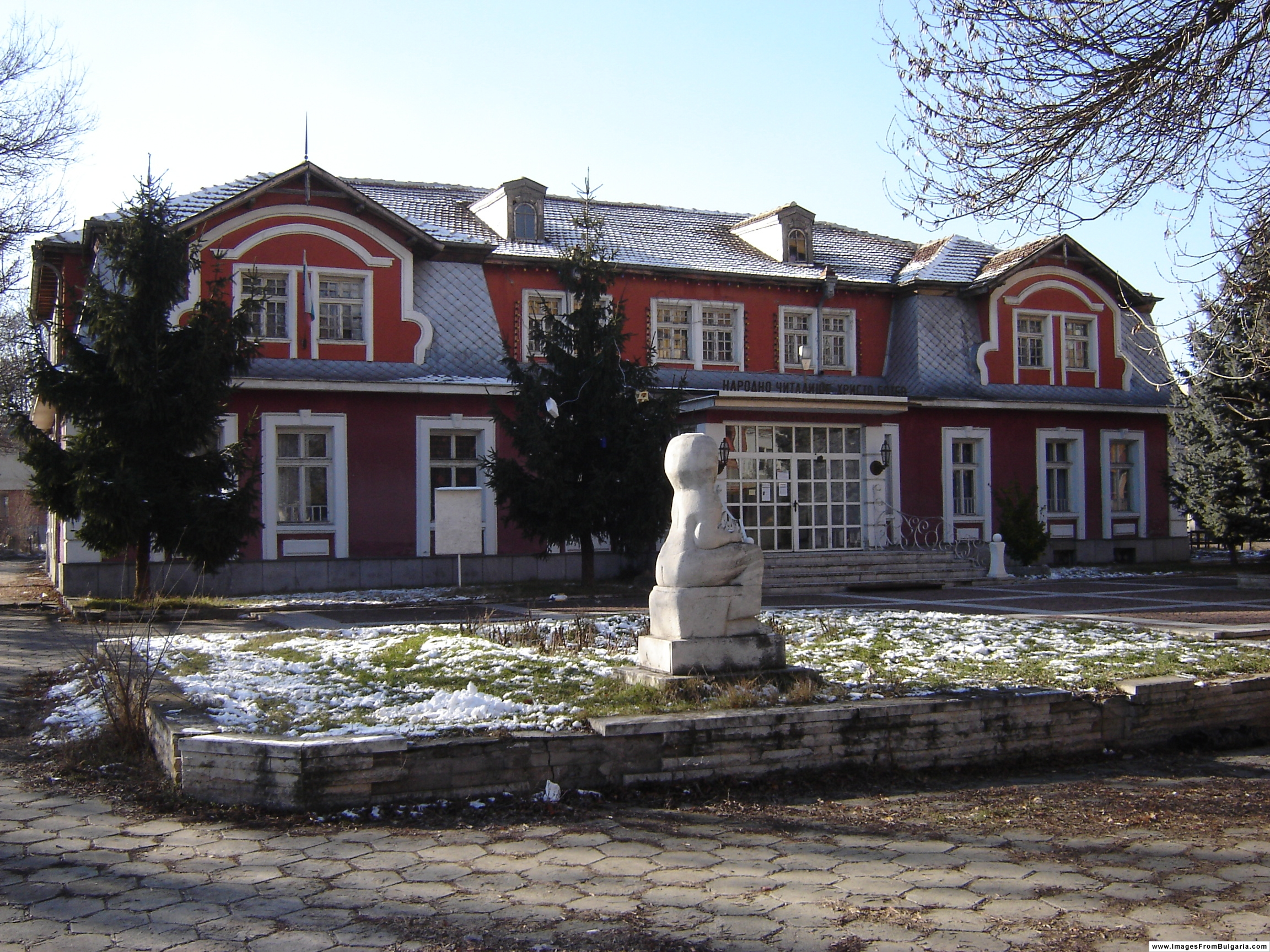
Tschitalischte in Boschurischte (bei Sofia)

Tschitalischte [ʧi'taliʃtɛ] (bulgarisch читалище, wörtlich übersetzt: Lesestube) ist ein Kulturhaus in Bulgarien. Es handelt sich dabei um typisch bulgarische kommunale Kultureinrichtungen, die die Funktion einer Bibliothek, eines Theaters, einer Volkshochschule (Fremdsprachen, Tanzkurse, Musikkurse), Dorftreff und Klubhaus in sich vereinen. Die wörtliche Übersetzung Lesesaal oder Lesehalle trifft den umfassenden kulturellen Auftrag dieser "kulturellen Multifunktionszentren" zur "Förderung des künstlerischen Volksschaffens" und zur "Erhöhung der Bildung der Bevölkerung" nicht umfassend genug. Die Tschitalischtes wurden auch als Kino, Rentnertreff oder für Parteiversammlungen genutzt. Im September 2008 existierten mehr als 3370 Tschitalischtes in Bulgarien.

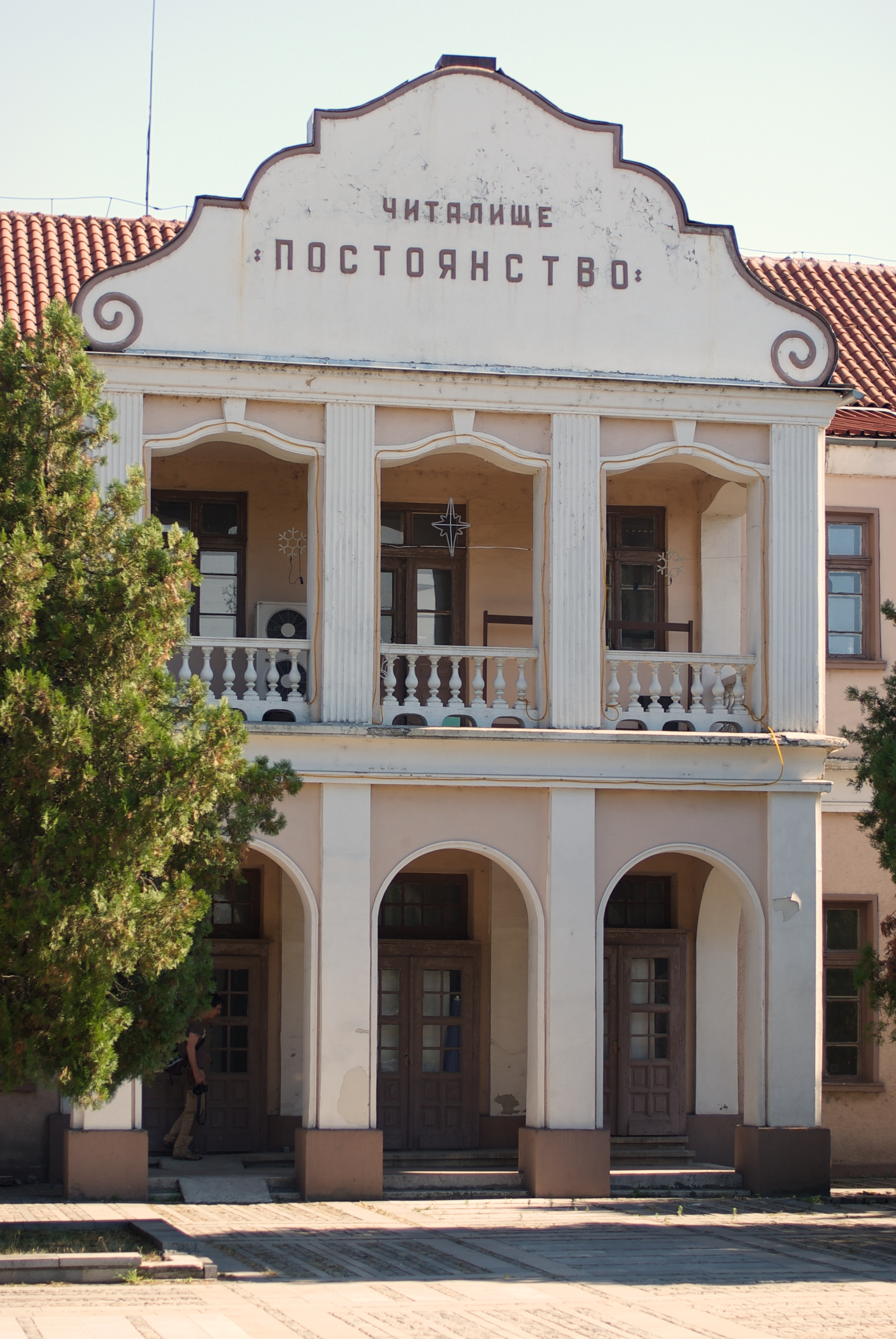
Die von Krastjo Pischurka gegründete Tschitalischte in Lom

Während der Periode der Bulgarischen Wiedergeburt entstanden über 130 dieser Einrichtungen, die aktive Propagandaarbeit während der Befreiung Bulgariens von der türkischen Herrschaft leisteten. In ihrer politischen Bedeutung sind sie am ehesten den Arbeitersportvereinen in Deutschland vergleichbar, die später verboten wurden. Die ersten dieser bulgarischen Kulturhäuser entstanden 1856 in Swischtow, Lom und Schumen.
In den Stadtbeschreibungen bulgarischer Städte wird meist der Aufbau eines Tschitalischte hervorgehoben, um den Anteil der Stadt bei der Befreiung von den Türken hervorzuheben. Die Tschitalischtes waren während der Bulgarischen Wiedergeburt Keimzellen des neu erwachenden nationalen Selbstbewusstseins – sie waren Bildungszentren, in denen in der Sprache der Bulgaren unterrichtet wurde, in denen die weit zurückreichende bulgarische Geschichte unterrichtet wurde und somit der bulgarische Nationalstolz gefördert wurde, auch durch Förderung der bulgarischen Kultur (Tanz, Gesang). Zu dieser Zeit war außerhalb der Tschitalischtes Griechisch die Bildungssprache – wegen der Vormachtstellung der griechisch-orthodoxen Kirche.
Nach der Wende in Bulgarien (1989) nahm ihre Rolle stark ab, unter anderem wegen der unzureichenden Finanzierung. Heute bieten sie neben Bildungs- und Freizeitaktivitäten (Bibliothek, Tanzkurse, Schach oder Kartenvereine etc.) noch ein Internetcafé, was die Besucherzahlen seit Ende der 1990er Jahre wieder steigen ließ.
Im Jahr 2024 wurde die Institution der bulgarischen Tschitalischte von der UNESCO in das Register guter Praxisbeispiele des immateriellen Kulturerbes der Menschheit aufgenommen.